# Эзекиль, Имо
И́мо Эзе́киль (англ. Imoh Ezekiel; 24 октября 1993, Лагос) — нигерийский футболист, нападающий.

## Клубная карьера
Имо начал свою карьеру в скромном клубе «36 Лайонс» из Лагоса. В 2011 году его заприметили скауты льежского «Стандарда», а в 2012 году «красные» арендовали талантливого нигерийца до конца сезона с правом выкупа. Также на футболиста претендовали такие клубы, как «Сент-Этьен», «Тоттенхэм Хотспур», «Дженоа» и «Фиорентина». Дебют молодого нигерийца за «Стандард» состоялся в матче Лиги Жюпиле против «Брюгге», а свой первый гол он забил 19 февраля 2012 года в ворота «Зюлте-Варегема». В летнее трансферное окно «Стандард» подписал с центрфорвардом полноценный контракт сроком на 4 года. Нынче он не только является основным игроком команды, но и одним из лучших бомбардиров чемпионата Бельгии.
Осенью 2012 года к Эзекилю присматривались клубы из Восточной Европы — московские «Спартак» и «Локомотив», а также киевское «Динамо» с днепропетровским «Днепром», но никто не предпринимал никаких шагов в сторону подписания молодого нигерийца. По данным портала Transfermarkt, стоимость нападающего составляет €1 млн.
В начале 2013 года Имо подписал с льежским клубом новый контракт, рассчитанный до 30 июня 2017 года.
31 июля 2014 года Эзекиль перешёл в катарский клуб «Аль-Араби», сумма сделки составила 10,8 миллионов долларов США.
В феврале 2015 года Эзекиль вернулся в «Стандард», проведя вторую половину сезона 2014/15 в аренде в Льеже. Сезон 2015/16 он провёл в аренде в другом бельгийском клубе — столичном «Андерлехте».

## Международная карьера
За сборную Нигерии Эзекиль дебютировал 6 марта 2014 года в товарищеской игре со сборной Мексики.